# Lista de treinadores da Selecção Portuguesa de Futebol
Esta é uma lista dos treinadores da Seleção Portuguesa de Futebol, contendo informações sobre a duração do comando e de seus desempenhos nas partidas e nas competições disputadas, além de estatísticas diversas. Compreende listas de todas as pessoas que comandaram a equipe em partidas oficiais e não oficiais, interinamente ou não.

## Histórico de treinadores
- Atualizado até 7 de novembro de 2023

| Treinadores              | Período                          | Jogos | Vitorias | Empates | Derrotas | %     |
| ------------------------ | -------------------------------- | ----- | -------- | ------- | -------- | ----- |
| Comissão técnica         | 1921–1923                        | 3     | 0        | 0       | 3        | 0.00  |
| António Ribeiro dos Reis | 1925–1926                        | 5     | 1        | 0       | 4        | 20.00 |
| Cândido de Oliveira      | 1926–1929, 1935–1945, 1952       | 28    | 6        | 9       | 13       | 21.43 |
| Maia Loureiro            | 1929                             | 1     | 0        | 0       | 1        | 0.00  |
| Laurindo Grijó           | 1930                             | 4     | 2        | 0       | 2        | 50.00 |
| Tavares da Silva         | 1931, 1945–1947, 1951, 1955–1957 | 29    | 10       | 4       | 15       | 34.48 |
| Salvador do Carmo        | 1932–1933, 1950, 1953–1954       | 12    | 3        | 4       | 5        | 25.00 |
| Virgílio Paula           | 1947–1948                        | 3     | 1        | 0       | 2        | 33.33 |
| Armando Sampaio          | 1949                             | 4     | 1        | 1       | 2        | 25.00 |
| José Maria Antunes       | 1957–1960, 1962–1964, 1968–1969  | 31    | 9        | 4       | 18       | 29.03 |
| Armando Ferreira         | 1961, 1962                       | 6     | 1        | 1       | 4        | 16.67 |
| Fernando Peyroteo        | 1961                             | 2     | 0        | 0       | 2        | 0.00  |
| Manuel da Luz Afonso     | 1964–1966                        | 20    | 15       | 2       | 3        | 75.00 |
| José Gomes da Silva      | 1967, 1970–1971                  | 13    | 5        | 4       | 4        | 38.46 |
| José Augusto             | 1972–1973                        | 15    | 9        | 4       | 2        | 60.00 |
| José Maria Pedroto       | 1974–1976                        | 15    | 6        | 4       | 5        | 40.00 |
| Juca                     | 1977–1978, 1980–1982, 1987–1989  | 34    | 15       | 7       | 12       | 44.12 |
| Mário Wilson             | 1978–1980                        | 10    | 5        | 2       | 3        | 50.00 |
| Otto Glória              | 1964–1966, 1982–1983             | 7     | 3        | 1       | 3        | 42.86 |
| Fernando Cabrita         | 1983–1984                        | 9     | 5        | 2       | 2        | 55.56 |
| José Augusto Torres      | 1984–1986                        | 17    | 8        | 1       | 8        | 47.06 |
| Ruy Seabra               | 1986–1987                        | 6     | 1        | 4       | 1        | 16.67 |
| Artur Jorge              | 1990–1991, 1996–1997             | 26    | 11       | 10      | 5        | 42.31 |
| Carlos Queiroz           | 1991–1993, 2008–2010             | 50    | 25       | 17      | 8        | 50.00 |
| Nelo Vingada             | 1994                             | 2     | 0        | 2       | 0        | 0.00  |
| António Oliveira         | 1994–1996, 2000–2002             | 43    | 25       | 10      | 8        | 58.14 |
| Humberto Coelho          | 1997–2000                        | 24    | 16       | 4       | 4        | 66.67 |
| Agostinho Oliveira       | 2002–2003                        | 6     | 2        | 3       | 2        | 33.33 |
| Luiz Felipe Scolari      | 2003–2008                        | 74    | 42       | 18      | 14       | 56.76 |
| Paulo Bento              | 2010–2014                        | 44    | 24       | 11      | 9        | 54.55 |
| Fernando Santos          | 2014–2022                        | 100   | 62       | 23      | 15       | 62    |
| Roberto Martínez         | 2023-                            | 8     | 8        | 0       | 0        | 100   |
|                          |                                  |       |          |         |          |       |